# Your Memorial
Your Memorial is een Amerikaanse metalcoreband afkomstig uit Hennepin County, Minnesota.
De band werd opgericht in 2008 en bracht datzelfde jaar nog haar debuutalbum Seasons zelfstandig uit. Hierna tekenden zij een contract bij Facedown Records, waar zij nog twee albums uitbrachten: Atonement (2010) en Redirect (2012).
Gedurende hun carrière deelden ze een podium met onder meer After the Burial, Veil of Maya, Within the Ruins, This or the Apocalypse, The Color Morale en I, the Breather.
Op 9 mei 2017 kondigde de band aan dat ze uit elkaar zouden gaan, waarna ze op 10 november van datzelfde jaar een zelf-getitelde afscheids-ep uitbrachten.

## Bezetting
| Laatste line-up - Blake Suddath – leidende vocalen - Mike "Skip" Helms – bas - Tommy Weigel – drums - Willy Weigel – leidende gitaar | Voormalige leden - Josh - leidende vocalen - Joel Eckerson - bas - Rayyan - gitaar |

## Discografie
Studioalbums
- 2008: Seasons
- 2010: Atonement
- 2012: Redirect

Ep's
- 2017: Your Memorial